# 피트 스탑

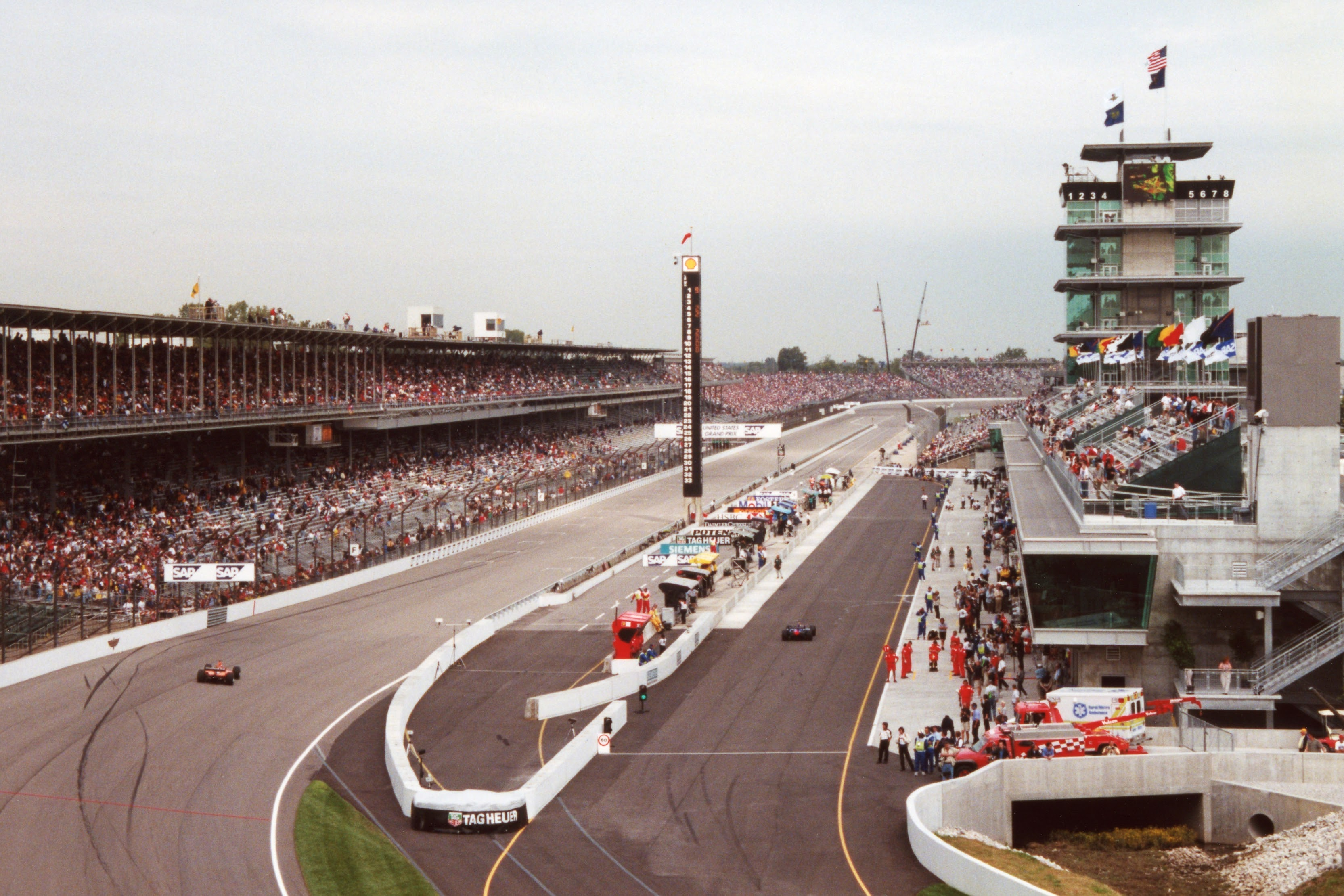
인디애나폴리스 모터 스피드웨이의 피트 레인과 차고들의 모습

피트 스탑(pit stop)은 모터스포츠에서 차량이 재급유, 새 타이어로의 교체나 차량의 수리, 기계적 조정, 드라이버 교체나 페널티 수행 등의 이유로 정지하는 것을 의미한다. 이러한 정지는 피트(pit)라는 구역에서 이루어지며, 트랙이 시작하고 종료되는 직선 구간과 병렬로 놓여서 연결된  피트 레인(pit lane)을 통해 접근할 수 있다. 이 레인을 따라 각 팀당, 혹은 차량 당 배정된 차고인 피트 박스(pit box)가 놓인다. 피트 스탑은 대개 차량에 드라이버가 탑승한 상태로, 피트 크루(pit crew)라 불리는 자동차 정비공들에 의해 수행된다.